# Nur aus Liebe
Nur aus Liebe ist ein deutscher Spielfilm des Regisseurs Dennis Satin aus dem Jahr 1996.

## Handlung
Der sympathische Russe Aleksej möchte gerne aus der russischen Mafia aussteigen. Das dafür nötige Startkapital beschafft er sich, indem er seinen Bruder bei einer Geldübergabe reinlegt. Auf der Flucht steigt er bei Ella ins Taxi, gibt sich als russischer Geschäftsmann aus und bietet ihr 100.000 DM für eine Scheinehe, um seinen Einstieg in ein legales Leben perfekt zu machen. Seine ehemaligen Gangsterfreunde lassen den Verlust jedoch nicht auf sich sitzen, kidnappen Aleksej und auch Ella bekommt Ärger mit Aleksejs Ex-Bande. Da hat sie sich schon längst in den Gauner verliebt und heckt einen gerissenen Plan aus. In einem furiosen Showdown gelingt es Ella, die Mafiabande ein weiteres Mal zu täuschen und mit ihrem mittlerweile geliebten Aleksej und der Beute zu entkommen.

## Kritiken
Die „Süddeutsche Zeitung“ urteilte, der Film sei eine streckenweise durchaus originelle Mischung aus Actionparodie und Liebeskomödie. Gleichzeitig bemängelte sie aber auch, dass die Abgründe, die sich in Ellas Flirt mit dem Bösen auftun, letztendlich doch wieder mit Normalität und Harmlosigkeit zugeschüttet werden. 
Lexikon des internationalen Films: Regiedebüt, das zwar noch unentschlossen zwischen Komödie und Actionfilm schwankt, aber ein für deutsche Verhältnisse recht unterhaltsames Stück Genre-Kino bietet, welches vor allem auch durch seine Hauptdarstellerin an Reiz gewinnt.
Die Deutsche Film- und Medienbewertung FBW in Wiesbaden verlieh dem Film das Prädikat besonders wertvoll.

## Hintergrund
Der Frontmann von Alphaville, Marian Gold, trug zwei Songs aus seinem Soloalbum United zu diesem Film bei: Danger in your paradise und Feathers and tar.